# Cyclocypris wyomingensis
Cyclocypris wyomingensis är en kräftdjursart som beskrevs av Ferguson 1966. Cyclocypris wyomingensis ingår i släktet Cyclocypris och familjen Cyprididae. Inga underarter finns listade i Catalogue of Life.